# Coupe du Kazakhstan de football 2008
Navigation
Édition précédente Édition suivante
La Coupe du Kazakhstan 2008 est la 17e édition de la Coupe du Kazakhstan depuis l'indépendance du pays. Elle prend place du 9 avril au 16 novembre 2008.
Un total de 30 équipes prennent part à la compétition, toutes issues des deux premières divisions nationales kazakhes pour la saison 2008.
La compétition est remportée par le FK Aktobe qui l'emporte face au FK Almaty à l'issue de la finale et gagne sa première coupe nationale. Cette victoire, combiné à sa victoire en championnat quelques jours plus tard, lui permettent de réaliser le doublé Coupe-Championnat. Le club se qualifiant de ce fait pour la Ligue des champions 2009-2010, sa place qualificative pour la Ligue Europa 2009-2010 est réattribuée par le biais du championnat, le FK Almaty déclarant pour sa part faillite en fin d'année 2008 et ne pouvant pas prendre part à la compétition en qualité de finaliste.

## Premier tour
Les rencontres de ce tour sont jouées le 9 avril 2008 et voient l'entrée en lice de 28 des 30 participants, les deux exceptions étant le FK Aktobe et le FK Atyraou qui sont exemptés et démarrent au tour suivant.
| Date         | Club                                  | Score  | Club                         |
| ------------ | ------------------------------------- | ------ | ---------------------------- |
| 9 avril 2008 | Kaspiy Aqtaw (D2)                     | 0 - 2  | (D1) Irtych Pavlodar         |
| 9 avril 2008 | Akjaïyk Oural (D2)                    | 3 - 2  | (D1) Okjetpes Kökşetaw       |
| 9 avril 2008 | Kazakhmys Satpaïev (D2)               | 0 - 3  | (D1) Tobol Kostanaï          |
| 9 avril 2008 | Aktobe-Jas (ru) (D2)                  | 1 - 2  | (D1) Energetik Pavlodar      |
| 9 avril 2008 | FK Astana (D1)                        | 1 - 0  | (D2) Bolat Termitaw (en)     |
| 9 avril 2008 | Karasay Sarbazdary Kaskelen (en) (D2) | 0 - 1  | (D1) Iesil-Bogatyr Petropavl |
| 9 avril 2008 | FK Ile-Saulet (en) (D2)               | 1 - 4  | (D1) Vostok Öskemen          |
| 9 avril 2008 | Kaysar Kyzylorda (D1)                 | 2 - 0  | (D2) Asbet Jitikara          |
| 9 avril 2008 | Chakhtior Karagandy (D1)              | 11 - 0 | (D2) Gorniak Khromtaou       |
| 9 avril 2008 | FK Taraz (D2)                         | 1 - 2  | (D1) Kaïrat Almaty           |
| 9 avril 2008 | Avangard-SKO Petropavl (D2)           | 1 - 3  | (D1) Jetyssou Taldykourgan   |
| 9 avril 2008 | Spartak Semeï (D2)                    | 0 - 6  | (D1) Ordabasy Chimkent       |
| 9 avril 2008 | Aksou Stepnogor (D2)                  | 0 - 3  | (D1) FK Almaty               |
| 9 avril 2008 | Aïjaryk Chimkent (D2)                 | 1 - 2  | (D1) Megasport Almaty        |

## Huitièmes de finale
Les rencontres de ce tour sont jouées le 23 avril 2008.
| Date          | Club                       | Score                | Club                         |
| ------------- | -------------------------- | -------------------- | ---------------------------- |
| 23 avril 2008 | FK Aktobe (D1)             | 5 - 0                | (D1) FK Atyraou              |
| 23 avril 2008 | Irtych Pavlodar (D1)       | 3 - 1                | (D2) Akjaïyk Oural           |
| 23 avril 2008 | Tobol Kostanaï (D1)        | 4 - 0                | (D1) Energetik Pavlodar      |
| 23 avril 2008 | FK Astana (D1)             | 0 - 2                | (D1) Iesil-Bogatyr Petropavl |
| 23 avril 2008 | Vostok Öskemen (D1)        | 1 - 0                | (D1) Kaysar Kyzylorda        |
| 23 avril 2008 | Chakhtior Karagandy (D1)   | 1 - 1 ap (4 - 5 tab) | (D1) Kaïrat Almaty           |
| 23 avril 2008 | Jetyssou Taldykourgan (D1) | 2 - 1 ap             | (D1) Ordabasy Chimkent       |
| 23 avril 2008 | FK Almaty (D1)             | 4 - 1                | (D1) Megasport Almaty        |

## Quarts de finale
Les quarts de finales sont disputés sous la forme de confrontations en deux manches, les matchs aller étant joués le 7 mai 2008 et les matchs retour une semaine plus le 14 mai.
| Club                         | Score | Club                       | Aller | Retour |
| ---------------------------- | ----- | -------------------------- | ----- | ------ |
| Kaïrat Almaty (D1)           | 0 - 3 | (D1) FK Aktobe             | 0 - 1 | 0 - 2  |
| Vostok Öskemen (D1)          | 4 - 3 | (D1) Irtych Pavlodar       | 4 - 1 | 0 - 2  |
| Tobol Kostanaï (D1)          | 6 - 1 | (D1) Jetyssou Taldykourgan | 4 - 1 | 2 - 0  |
| Iesil-Bogatyr Petropavl (D1) | 1 - 4 | (D1) FK Almaty             | 0 - 3 | 1 - 1  |

## Demi-finales
Les demi-finales sont disputés sous la forme de confrontations en deux manches, les matchs aller étant joués le 28 octobre 2008 et les matchs retour deux semaines plus tard le 12 novembre.
| Club                | Score | Club           | Aller | Retour |
| ------------------- | ----- | -------------- | ----- | ------ |
| Vostok Öskemen (D1) | 4 - 7 | (D1) FK Almaty | 2 - 2 | 2 - 5  |
| Tobol Kostanaï (D1) | 1 - 2 | (D1) FK Aktobe | 1 - 1 | 0 - 1  |

## Finale
La finale de cette édition oppose le FK Almaty au FK Aktobe, celle-ci étant la deuxième finale disputée par les deux équipes. Almaty l'avait alors emporté deux ans plus tôt lors de la saison 2006 tandis qu'Aktobe s'était incliné lors de la finale de 1994.
La rencontre est disputée le 16 novembre 2008 au Stade central d'Almaty et voit dans un premier temps le club local grâce à un but d'Ievgueni Kostroub à la 22e minute. Aktobe réagit peu après la demi-heure de jeu et renverse la situation par l'intermédiaire de Sergueï Strukov qui marque par deux fois en deux minutes et donne l'avantage aux siens à la mi-temps. Almaty échoue par la suite à revenir au score, Jambyl Koukeïev (en) manquant l'occasion d'égaliser sur penalty à la 55e minute, et finissant même la rencontre à dix après l'exclusion du capitaine Andrey Travin à douze minutes de la fin. Aktobe en profite alors pour confirmer sa victoire grâce à un dernier but de Konstantin Golovskoï (en) en fin de rencontre et décroche ainsi son premier sacre dans la compétition. Quatre jours plus tard, ce même club remporte la finale du championnat kazakh contre le Tobol Kostanaï dans la même enceinte pour s'offrir le doublé Coupe-Championnat.
| Entraîneur : |
| Bernd Storck |

| Entraîneur :            |
| Vladimir Moukhanov (en) |

| Entraîneur : |
| Bernd Storck |

| Entraîneur :            |
| Vladimir Moukhanov (en) |